# HA Schult
Pour les articles homonymes, voir Schult.
Hans-Jürgen Schult, connu comme HA Schult, né le 24 juin 1939 à Parchim, en Mecklembourg, est un artiste conceptuel allemand, connu principalement pour ses performances artistiques et ses objets réalisés plus particulièrement avec des ordures.